# Werneuchen
Werneuchen er en by i Brandenburg, Tyskland, i kreisen Barnim nordøst for Berlin. Størstedelen af befolkningen i Werneuchen pendler til Berlin.